# Christina Kiourkenidou
Christina Kiourkenidou (griechisch Χριστίνα Κιουρκενίδου; * 12. Juni 1993) ist eine griechische Biathletin und Skilangläuferin.
Christina Kiourkenidou studiert an der Aristoteles-Universität Thessaloniki und startet für EOS Dramas. Sie bestritt seit Sommer 2008 international zunächst Juniorenrennen auf Rollski. In Bansko nahm sie 2009 erstmals auch an Rennen des IBU-Cups teil und gewann als 22. eines Sprints sofort Punkte. Es dauerte bis 2011, dass weitere internationale Einsätze, im Skilanglauf im Balkan Cup, wo sie in Metsovo als Vierte über 10 Kilometer Freistil das Podium knapp verpasste, und im Biathlon bei den Biathlon-Juniorenweltmeisterschaften 2011 in Nové Město na Moravě. Bei den Welttitelkämpfen der Junioren kam sie auf den 67. Platz des Einzels und wurde 71. des Sprints. Bei den Sommerbiathlon-Weltmeisterschaften 2011 in Nové Město kam Kiourkenidou zunächst bei den Juniorinnen zum Einsatz und wurde 50. des Sprints und im Verfolgungsrennen überrundet. Für das Staffelrennen wurde sie an die Seite von Panagiota Tsakiri, Kleanthis Karamichas und Ioannis Nimpitis in die A-Mannschaft berufen und wurde mit der überrundeten griechischen Staffel Neunte.